# Calamagrostis leiophylla
Calamagrostis leiophylla är en gräsart som först beskrevs av Hugh Algernon Weddell, och fick sitt nu gällande namn av Albert Spear Hitchcock. Calamagrostis leiophylla ingår i släktet rör, och familjen gräs. Inga underarter finns listade i Catalogue of Life.